# سفارة إيطاليا في إيران
سفارة إيطاليا في إيران هي أرفع تمثيل دبلوماسي لدولة إيطاليا لدى إيران. تقع السفارة في طهران وهي تهدف لتعزيز المصالح الإيطالية في إيران.

## وصلات خارجية
- الموقع الرسمي
- قائمة سفارات إيطاليا
- قائمة السفارات في إيران